# 아사노 중학교·고등학교

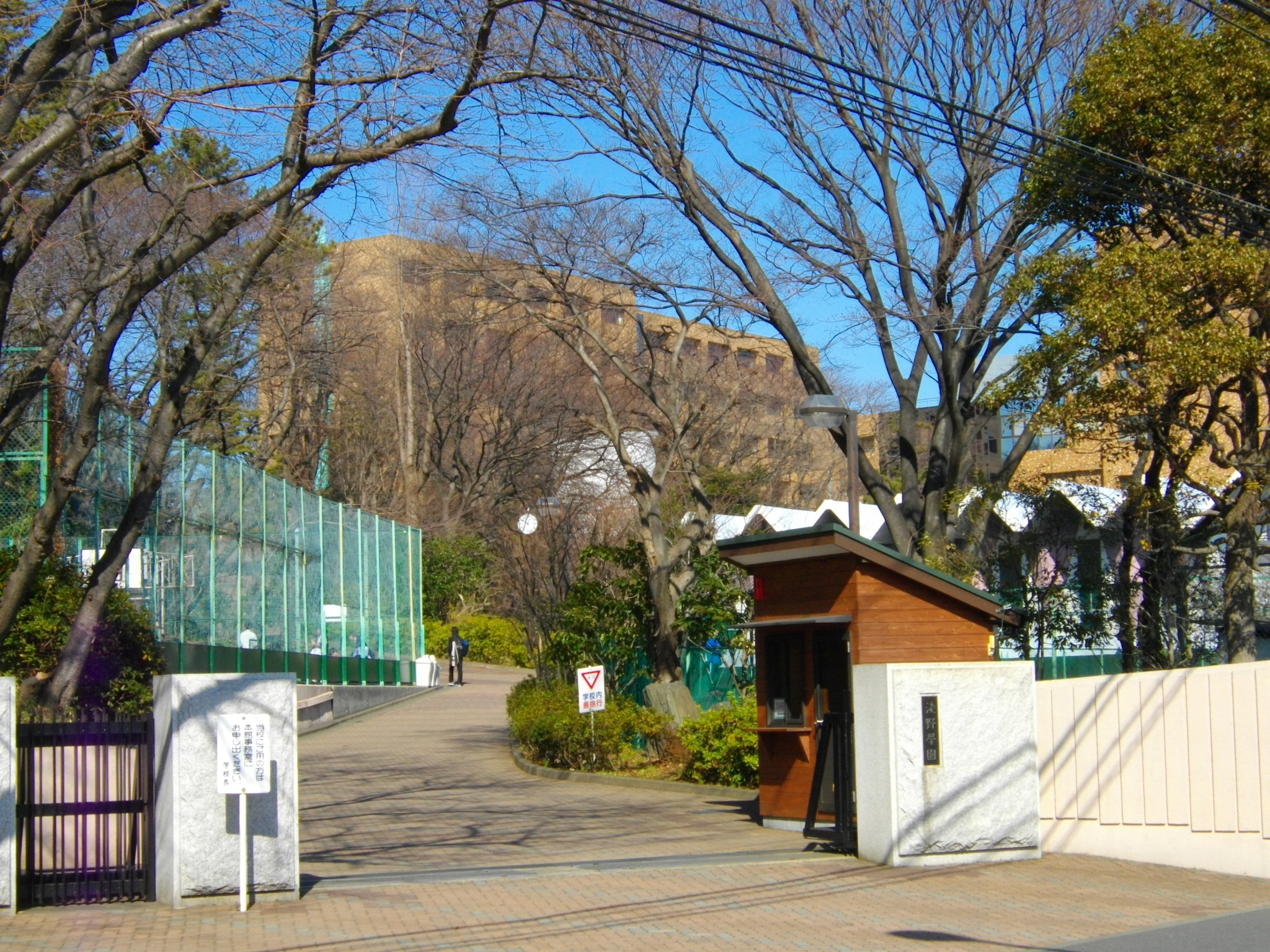

아사노 중학교·고등학교(浅野中学校・高等学校)는 일본 가나가와 현 요코하마에 있는 사립 중고등학교이다.

## 개교
이 학교는 1920년에 첫 개교되었으며 현재에 이르고 있는 일본의 오랜 역사가 깃드러진 사립 중고등학교 중 하나이다.